# Daniela Hantuchová
Daniela Hantuchová (Poprád, 1983. április 23. –) szlovák hivatásos teniszezőnő, Fed-kupa- és Hopman-kupa-győztes olimpikon, aki pályafutása során vegyes párosban karrier Grand Slam-et ért el. Az első szlovák teniszezőnő, aki a világranglistán az első öt közé jutott.
1999–2017 közötti karrierje során egyéniben hét, párosban kilenc WTA-tornát nyert meg, emellett egyéniben három, párosban egy ITF-tornagyőzelmet szerzett. Legjobb egyéni Grand Slam-eredménye a 2008-as Australian Openen elért elődöntő. Párosban döntőt játszott a 2002-es és a 2009-es Australian Openen, valamint a 2006-os Roland Garroson. Vegyes párosban teljesítette a karrier Grand Slamet, vagyis mind a négy nagy tornán győzni tudott: 2001-ben Wimbledonban, 2002-ben az Australian Openen, 2005-ben a Roland Garroson és a US Openen. Az open érában rajta kívül erre csak ketten (Martina Navratilova és Cara Black), összességében pedig öten (az említetteken kívül Doris Hart, Margaret Court és Billie Jean King) voltak képesek.
1999–2017 között 58 mérkőzést játszott Szlovákia Fed-kupa-válogatottjában, 2002-ben tagja volt a Fed-kupában diadalmaskodó szlovák női teniszválogatottnak.
Három olimpián, 2004-ben Athénban, 2008-ban Pekingben és 2012-ben Londonban képviselte Szlovákiát egyéniben és párosban is.
Ő az első szlovák teniszezőnő, aki a világranglistán bejutott a legjobb öt közé. 2001-ben a WTA-nál ő lett az év felfedezettje, 2002-ben pedig elnyerte az év legtöbbet fejlődő játékosa címet.
2017. július 6-án jelentette be visszavonulását.

## Grand Slam-döntői

### Páros

#### Elveszített döntői (3)
| Év   | Helyszín        | Partner                 | Ellenfél a döntőben            | Eredmény a döntőben |
| 2002 | Australian Open | Arantxa Sánchez Vicario | Anna Kurnyikova Martina Hingis | 2–6, 7–6(4), 1–6    |
| 2006 | Roland Garros   | Szugijama Ai            | Lisa Raymond Samantha Stosur   | 3–6, 2–6            |
| 2009 | Australian Open | Szugijama Ai            | Serena Williams Venus Williams | 3–6, 3–6            |

### Vegyes páros

#### Győzelmei (4)
| Év   | Helyszín        | Partner         | Ellenfél a döntőben                | Eredmény a döntőben |
| 2001 | Wimbledon       | Leoš Friedl     | Mike Bryan Liezel Huber            | 4–6, 6–3, 6–2       |
| 2002 | Australian Open | Kevin Ullyett   | Gastón Etlis Paola Suárez          | 6–3, 6–2            |
| 2005 | Roland Garros   | Fabrice Santoro | Lijendar Pedzs Martina Navratilova | 3–6, 6–3, 6–2       |
| 2005 | US Open         | Mahes Bhúpati   | Nenad Zimonjić Katarina Srebotnik  | 6–4, 6–2            |

#### Elveszített döntői (1)
| Év   | Helyszín  | Partner       | Ellenfél a döntőben            | Eredmény a döntőben |
| 2002 | Wimbledon | Kevin Ullyett | Mahes Bhúpati Jelena Lihovceva | 2–6, 6–1, 1–6       |

## WTA-döntői

### Egyéni

#### Győzelmei (7)
| Összesítés           |                        |
| Grand Slam-torna (0) |                        |
| Tier I (2)           | Premier Mandatory* (0) |
| Tier II (1)          | Premier Five* (0)      |
| Tier III (0)         | Premier* (0)           |
| Tier IV (0)          | International* (4)     |
| Tier V (0)           | Challenger* (0)        |

* 2009-től megváltozott a tornák rendszere. Challenger tornákat 2012-től rendeznek.
 Az egymás mellett azonos színnel jelölt tornatípusok között nincs teljes mértékű megfelelés.
| No. | Dátum             | Helyszín                        | Borítás    | Ellenfél a döntőben  | Eredmény a döntőben | Eredmény a döntőben |
| 1.  | 2002. március 16. | Pacific Life Open, Indian Wells | Kemény     | Martina Hingis       | 6–3, 6–4            |                     |
| 2.  | 2007. március 18. | Pacific Life Open, Indian Wells | Kemény     | Szvetlana Kuznyecova | 6–3, 6–4            |                     |
| 3.  | 2007. október 28. | Generali Ladies Linz Linz       | Kemény (f) | Patty Schnyder       | 6–4, 6–2            |                     |
| 4.  | 2011. február 13. | PTT Pattaya Open, Pattaja       | Kemény     | Sara Errani          | 6–0, 6–2            |                     |
| 5.  | 2012. február 12. | PTT Pattaya Open, Pattaja       | Kemény     | Marija Kirilenko     | 6–7(4), 6–3, 6–3    | (részletek)         |
| 6.  | 2013. június 16.  | AEGON Classic, Birmingham       | Fű         | Donna Vekić          | 7–6(5), 6–4         |                     |
| 7.  | 2015. február 15. | PTT Pattaya Open, Pattaja       | Kemény     | Ajla Tomljanović     | 3–6, 6–3, 6–4       |                     |

#### Elveszített döntői (9)
| No. | Dátum                | Helyszín                                                | Borítás    | Ellenfél a döntőben         | Eredmény a döntőben |
| 1.  | 2002. október 13.    | Porsche Tennis Grand Prix, Filderstadt                  | Kemény (f) | Kim Clijsters               | 6–4, 3–6, 4–6       |
| 2.  | 2004. június 19.     | Hastings Direct International Championships, Eastbourne | Fű         | Szvetlana Kuznyecova        | 6–2, 6–7(2), 4–6    |
| 3.  | 2005. augusztus 14.  | JPMorgan Chase Open, Los Angeles                        | Kemény     | Kim Clijsters               | 4–6, 1–6            |
| 4.  | 2006. október 22.    | Zürich Open, Zürich                                     | Kemény (f) | Marija Sarapova             | 1–6, 6–4, 3–6       |
| 5.  | 2007. szeptember 16. | Commonwealth Bank Tennis Classic, Bali                  | Kemény     | Lindsay Davenport           | 4–6, 6–3, 2–6       |
| 6.  | 2007. szeptember 30. | BGL Luxembourg Open, Luxembourg                         | Kemény (f) | Ana Ivanović                | 6–3, 4–6, 4–6       |
| 7.  | 2010. március 7.     | Monterrey Open, Monterrey                               | Kemény     | Anasztaszija Pavljucsenkova | 6–1, 1–6, 0–6       |
| 8.  | 2011. június 12.     | AEGON Classic, Birmingham                               | Fű         | Sabine Lisicki              | 3–6, 2–6            |
| 9.  | 2012. január 7.      | Brisbane International, Brisbane                        | Kemény     | Kaia Kanepi                 | 2–6, 1–6            |

### Páros

#### Győzelmei (9)
| Összesítés           |                        |
| Grand Slam-torna (0) |                        |
| Tier I (1)           | Premier Mandatory* (1) |
| Tier II (4)          | Premier Five* (0)      |
| Tier III (2)         | Premier* (0)           |
| Tier IV (1)          | International* (0)     |
| Tier V (0)           | Challenger* (0)        |

* 2009-től megváltozott a tornák rendszere. Challenger tornákat 2012-től rendeznek.
 Az egymás mellett azonos színnel jelölt tornatípusok között nincs teljes mértékű megfelelés.
| No. | Dátum               | Torna                                      | Borítás    | Partner                 | Ellenfelek a döntőben             | Eredmény a döntőben |
| 1.  | 2000. október 29.   | Eurotel Slovak Indoor, Pozsony             | Kemény (f) | Karina Habšudová        | Mandula Petra Patricia Wartusch   | visszaléptek        |
| 2.  | 2001. október 28.   | SEAT Open, Luxembourg                      | Kemény (f) | Jelena Bovina           | Bianka Lamade Patty Schnyder      | 6–3, 6–3            |
| 3.  | 2002. április 14.   | Bausch & Lomb Championships, Amelia Island | Zöld salak | Arantxa Sánchez Vicario | María Emilia Salerni Åsa Svensson | 6–4, 6–2            |
| 4.  | 2002. augusztus 24. | Pilot Pen Tennis, New Haven                | Kemény     | Arantxa Sánchez Vicario | Tathiana Garbin Janette Husárová  | 6–3, 1–6, 7–5       |
| 5.  | 2005. június 12.    | DFS Classic, Birmingham                    | Fű         | Szugijama Ai            | Eléni Danjilídu Jennifer Russell  | 6–2, 6–3            |
| 6.  | 2005. október 9.    | Porsche Tennis Grand Prix, Filderstadt     | Kemény (f) | Anasztaszija Miszkina   | Květa Peschke Francesca Schiavone | 6–0, 3–6, 7–5       |
| 7.  | 2006. március 4.    | Qatar Total Open, Doha                     | Kemény     | Szugijama Ai            | Li Ting Szun Tien-tien            | 6–4, 6–4            |
| 8.  | 2006. május 21.     | Internazionali d’Italia, Róma              | Salak      | Szugijama Ai            | Květa Peschke Francesca Schiavone | 3–6, 6–3, 6–1       |
| 9.  | 2011. április 3.    | Sony Ericsson Open, Miami                  | Kemény     | Agnieszka Radwańska     | Liezel Huber Nagyja Petrova       | 7–6(5), 2–6, [10–8] |

#### Elveszített döntői (12)
| No. | Dátum               | Torna                            | Borítás    | Partner                 | Ellenfelek a döntőben                    | Eredmény a döntőben |
| 1.  | 2002. január 25.    | Australian Open, Melbourne       | Kemény     | Arantxa Sánchez Vicario | Anna Kurnyikova Martina Hingis           | 2–6, 7–6(4), 1–6    |
| 2.  | 2002. május 5.      | Betty Barclay Cup, Hamburg       | Salak      | Arantxa Sánchez Vicario | Martina Hingis Barbara Schett            | 1–6, 1–6            |
| 3.  | 2002. május 12.     | MasterCard German Open, Berlin   | Salak      | Arantxa Sánchez Vicario | Jelena Gyementyjeva Janette Husárová     | 6–0, 6–7(3), 2–6    |
| 4.  | 2002. augusztus 4.  | Acura Classic, San Diego         | Kemény     | Szugijama Ai            | Jelena Gyementyjeva Janette Husárová     | 2–6, 4–6            |
| 5.  | 2002. augusztus 11. | JPMorgan Chase Open, Los Angeles | Kemény     | Szugijama Ai            | Kim Clijsters Jelena Dokić               | 3–6, 3–6            |
| 6.  | 2005. augusztus 7.  | Acura Classic, San Diego         | Kemény     | Szugijama Ai            | Conchita Martínez Virginia Ruano Pascual | 7–6(7), 1–6, 5–7    |
| 7.  | 2005. október 23.   | Zürich Open, Zürich              | Kemény (f) | Szugijama Ai            | Cara Black Rennae Stubbs                 | 7–6(6), 6–7(4), 3–6 |
| 8.  | 2006. június 11.    | Roland Garros, Párizs            | Salak      | Szugijama Ai            | Lisa Raymond Samantha Stosur             | 3–6, 2–6            |
| 9.  | 2006. augusztus 13. | JPMorgan Chase Open, Los Angeles | Kemény     | Szugijama Ai            | Virginia Ruano Pascual Paola Suárez      | 3–6, 4–6            |
| 10. | 2009. január 30.    | Australian Open, Melbourne       | Kemény     | Szugijama Ai            | Serena Williams Venus Williams           | 3–6, 3–6            |
| 11. | 2009. május 9.      | Internazionali d’Italia, Róma    | Salak      | Szugijama Ai            | Hszie Su-vej Peng Suaj                   | 5–7, 6–7(5)         |
| 12. | 2009. október 3.    | Toray Pan Pacific Open, Tokió    | Kemény     | Szugijama Ai            | Alisza Klejbanova Francesca Schiavone    | 4–6, 2–6            |

## Eredményei Grand Slam-tornákon

### Egyéni
| Grand Slam | Australian Open | Australian Open  | Roland Garros | Roland Garros      | Wimbledon      | Wimbledon            | US Open        | US Open            |
| Év         | Eredmény        | Utolsó ellenfél  | Eredmény      | Utolsó ellenfél    | Eredmény       | Utolsó ellenfél      | Eredmény       | Utolsó ellenfél    |
| 2000       | Selejtező (Q2)  | Selejtező (Q2)   | −             | −                  | Selejtező (Q2) | Selejtező (Q2)       | Selejtező (Q2) | Selejtező (Q2)     |
| 2001       | 1. kör          | Anna Kurnyikova  | 2. kör        | Conchita Martínez  | 2. kör         | Venus Williams       | 1. kör         | Nathalie Dechy     |
| 2002       | 3. kör          | Venus Williams   | 4. kör        | Szeles Mónika      | Negyeddöntő    | Serena Williams      | Negyeddöntő    | Serena Williams    |
| 2003       | Negyeddöntő     | Venus Williams   | 2. kör        | Ashley Harkleroad  | 2. kör         | Asagoe Shinobu       | 3. kör         | T Tanasugarn       |
| 2004       | 2. kör          | Alicia Molik     | 1. kör        | Asagoe Shinobu     | 3. kör         | Marija Sarapova      | 3. kör         | Patty Schnyder     |
| 2005       | 3. kör          | J Gyementyjeva   | 3. kör        | Kim Clijsters      | 3. kör         | Venus Williams       | 3. kör         | Venus Williams     |
| 2006       | 4. kör          | Marija Sarapova  | 4. kör        | Kim Clijsters      | 4. kör         | J Henin-Hardenne     | 2. kör         | Serena Williams    |
| 2007       | 4. kör          | Kim Clijsters    | 3. kör        | A Medina Garrigues | 4. kör         | Serena Williams      | 1. kör         | Julija Vakulenko   |
| 2008       | Elődöntő        | Ana Ivanović     | −             | −                  | 2. kör         | A Klejbanova         | 1. kör         | A-L Grönefeld      |
| 2009       | 3. kör          | Alizé Cornet     | 1. kör        | Virginie Razzano   | 4. kör         | Serena Williams      | 4. kör         | Serena Williams    |
| 2010       | 3. kör          | Li Na            | 4. kör        | Jelena Janković    | 2. kör         | B Záhlavová-Strýcová | 3. kör         | J Gyementyjeva     |
| 2011       | 1. kör          | Regina Kulikova  | 4. kör        | Sz Kuznyecova      | 3. kör         | V Azaranka           | 1. kör         | Pauline Parmentier |
| 2012       | 3. kör          | Kim Clijsters    | −             | −                  | 1. kör         | Jamie Hampton        | 1. kör         | A Pavljucsenkova   |
| 2013       | 1. kör          | Csan Jung-zsan   | 1. kör        | Jelena Janković    | 1. kör         | K Zakopalová         | Negyeddöntő    | V Azaranka         |
| 2014       | 3. kör          | Serena Williams  | 3. kör        | Angelique Kerber   | 1. kör         | Eugenie Bouchard     | 2. kör         | Alizé Cornet       |
| 2015       | 2. kör          | Garbiñe Muguruza | 1. kör        | Belinda Bencic     | 2. kör         | Heather Watson       | 1. kör         | Doi Miszaki        |
| 2016       | 1. kör          | Sz Kuznyecova    | 1. kör        | M Lučić-Baroni     | 1. kör         | Christina McHale     | −              | −                  |
| 2017       | Selejtező (Q1)  | Selejtező (Q1)   | −             | −                  | −              | −                    |                |                    |

### Páros
| Grand Slam | Australian Open            | Australian Open                | Roland Garros              | Roland Garros                       | Wimbledon                  | Wimbledon                         | US Open                      | US Open                            |
| Év         | Eredmény Partner           | Utolsó ellenfél                | Eredmény Partner           | Utolsó ellenfél                     | Eredmény Partner           | Utolsó ellenfél                   | Eredmény Partner             | Utolsó ellenfél                    |
| 2001       | 1. kör Louise Pleming      | Åsa Svensson M Malejeva        | 3. kör Henrieta Nagyová    | Anke Huber Barbara Schett           | 3. kör Janette Husárová    | Rachel McQuilan Lisa McShea       | 1. kör Jelena Bovina         | S Farina Elia Iroda To’laganova    |
| 2002       | Döntő A Sánchez Vicario    | Martina Hingis Anna Kurnyikova | 1. kör A Sánchez Vicario   | Barbara Rittner M Vento-Kabchi      | 2. kör Jennifer Capriati   | Conchita Martínez Mary Pierce     | 1. kör A Sánchez Vicario     | Erika de Lone Sonya Jeyaseelan     |
| 2003       | Negyeddöntő M Shaughnessy  | E Gagliardi Mandula Petra      | Elődöntő Chanda Rubin      | V Ruano Pascual Paola Suárez        | 2. kör Chanda Rubin        | Dája Bedáňová Renata Voráčová     | 3. kör Chanda Rubin          | Janette Husárová Conchita Martínez |
| 2004       | 1. kör Els Callens         | Janette Husárová Gy Szafina    | 2. kör Gy Szafina          | Jill Craybas Marlene Weingärtner    | 2. kör Nathalie Dechy      | Sz Kuznyecova J Lihovceva         | 1. kör Gy Szafina            | V Ruano Pascual Paola Suárez       |
| 2005       | 1. kör Martina Navratilova | Sz Kuznyecova Alicia Molik     | 2. kör Szugijama Ai        | Eva Birnerová Andreea Vanc          | 1. kör Szugijama Ai        | Cara Black Liezel Huber           | 3. kör Szugijama Ai          | Jen Ce Cseng Csie                  |
| 2006       | 3. kör Szugijama Ai        | Gisela Dulko Marija Kirilenko  | Döntő Szugijama Ai         | Lisa Raymond Samantha Stosur        | 1. kör Szugijama Ai        | J Gajdošová Ashley Harkleroad     | 2. kör Szugijama Ai          | Nathalie Dechy Vera Zvonarjova     |
| 2007       | Negyeddöntő Szugijama Ai   | Cara Black Liezel Huber        | −                          | −                                   | 1. kör Ana Ivanović        | Csan Jung-zsan Csuang Csia-zsung  | 3. kör Martina Hingis        | Květa Peschke Rennae Stubbs        |
| 2008       | 3. kör Lindsay Davenport   | A Bondarenko K Bondarenko      | −                          | −                                   | −                          | −                                 | 3. kör Lindsay Davenport     | K Srebotnik Szugijama Ai           |
| 2009       | Döntő Szugijama Ai         | Serena Williams Venus Williams | 3. kör Szugijama Ai        | Hszie Su-vej Peng Suaj              | 2. kör Szugijama Ai        | A Klejbanova J Makarova           | 3. kör Szugijama Ai          | Jen Ce Cseng Csie                  |
| 2010       | −                          | −                              | 2. kör Caroline Wozniacki  | Serena Williams Venus Williams      | 3. kör Cara Black          | Lisa Raymond Rennae Stubbs        | 2. kör Caroline Wozniacki    | B Mattek-Sands Meghann Shaughnessy |
| 2011       | −                          | −                              | 1. kör Agnieszka Radwańska | Michaëlla Krajicek Lucie Šafářová   | 3. kör Agnieszka Radwańska | Szánija Mirza J Vesznyina         | Elődöntő Agnieszka Radwańska | Liezel Huber Lisa Raymond          |
| 2012       | 3. kör Agnieszka Radwańska | Sara Errani Roberta Vinci      | −                          | −                                   | 2. kör Dominika Cibulková  | Andrea Hlaváčková Lucie Hradecká  | 1. kör Dominika Cibulková    | R Kops-Jones Abigail Spears        |
| 2013       | 1. kör A Medina Garrigues  | Julia Görges Samantha Stosur   | 3. kör A Medina Garrigues  | Jelena Janković M Lučić-Baroni      | 2. kör M Kirilenko         | S Soler Espinosa C Suárez Navarro | 1. kör Martina Hingis        | Sara Errani Roberta Vinci          |
| 2014       | 3. kör Lisa Raymond        | J Makarova J Vesznyina         | 1. kör Sahar Peér          | Cara Black Szánija Mirza            | 2. kör M Lučić-Baroni      | J Makarova J Vesznyina            | 1. kör F Schiavone           | J Makarova J Vesznyina             |
| 2015       | 2. kör Karin Knapp         | Martina Hingis Flavia Pennetta | 3. kör Samantha Stosur     | Michaëlla Krajicek Barbora Strýcová | 2. kör Lucie Šafářová      | Casey Dellacqua J Svedova         | −                            | −                                  |
| 2016       | −                          | −                              | −                          | −                                   | 1. kör Donna Vekić         | Madison Brengle Tatjana Maria     | −                            | −                                  |
| 2017       | −                          | −                              | −                          | −                                   | −                          | −                                 | −                            | −                                  |

## Év végi világranglista-helyezései
| Év     | 2000 | 2001 | 2002 | 2003 | 2004 | 2005 | 2006 | 2007 | 2008 | 2009 | 2010 | 2011 | 2012 | 2013 | 2014 | 2015 | 2016 |
| Egyéni | 108. | 37.  | 8.   | 19.  | 31.  | 19.  | 18.  | 9.   | 21.  | 25.  | 30.  | 24.  | 32.  | 33.  | 64.  | 81.  | 227. |
| Páros  | –    | 56.  | 8.   | 28.  | 62.  | 13.  | 13.  | 44.  | 54.  | 13.  | 93.  | 18.  | 66.  | 49.  | 87.  | 82.  | 535. |